# Aortaaneurysm

Schematisk bild över aorta, markerad i rött. Njurarna är markerade som två bönformade organ i buken; aorta nedanför dessa kallas bukaorta. Övriga delar av aorta kallas gemensamt torakala aorta.

Aortaaneurysm, aortabråck eller pulsåderbråck avser artärbråck på stora kroppspulsådern, aorta, ett tillstånd där blodkärlen vidgas och blodfylls på grund av försvagning av kärlväggen. "Aneurysm" är grekiska för "vidgning", och används som medicinsk term för bråckbildning. Aorta är den stora kroppspulsådern, och består av fem delar, vilka samtliga kan drabbas av bråck. Så länge som bråcket inte spricker ger aortaaneurysm sällan symptom. En sprucken aortaaneurysm är ett akut livshotande tillstånd med kraftiga inre blödningar och som obehandlat leder till döden.

## Olika varianter
Aorta består av olika delar, vilka samtliga kan drabbas av bråck. Dessa bråck delas in i bukaortaaneurysm och torakalt aneurysm, beroende på vilken del av aorta som är drabbad.
Dessutom består kärlen av tre olika cellager. Det inre lagret består av endotelceller, basalmembran, bindväv och glatt muskulatur. Det mellersta lagret består av glatt muskulatur, kollagen och elastin. Det yttre lagret består av kollagen, elastin och fibroblaster. Vid bråckbildning är elasticiteten nedsatt och bindväven har försvagats, vilket leder till en vidgning av aorta där detta inträffat. Vidgningens storlek är samma sak som bråckets storlek. Bråckets storlek av avgörande för hur allvarligt tillståndet är. Ju mer blod som förloras när stora kroppspulsådern spricker, om den gör detta, desto mindre är chansen att överleva.

### Bukaortaaneurysm
En vanlig form av aortaaneurysm uppkommer i bukaorta nedanför njurartärernas avgång (bukaortaaneurym, AAA). Alla aortaväggens lager är vidgade, och detta ökar risken för att aortakärlet ska spricka. Då ett aortablodkärl spricker leder det till intensiva smärtor. Ett pulserande motstånd kan vanligen kännas i buken. Om aortan spricker leder det till en livshotande inre blödning och akut kirurgi krävs samt oftast även blodtransfusion.
Riskfaktorer för bukaortaaneurysm är:
- Rökning
- Åderförfettning och förhöjda blodfetter
- Hög ålder
- Ärftlighet
- Högt blodtryck
- Annan hjärt- och kärlsjukdom, kärlkramp.[2]

Mellan 4 och 6 % av män i Sverige mellan 65 och 79 år, och 1 till 3 % av kvinnor i samma åldersgrupp, har bukaortaaneurysm.
Det är vanligt att den som har aortaaneurysm får arteriella blodproppar i benen, vilket kan göra benen eller fötterna bleka, kalla och smärtande.

### Bråck i torakala aorta
Bråck i övriga delarna av aorta kallas torakalt aortaaneurysm. Förr antogs att bukaortaaneurysm var vanligast, men torakalt aortaaneurysm verkar vara lika vanligt.
Riskfaktorer för att drabbas av torakalt aortaaneurysm är:
- Samma som för bukaortaaneurysm
- Missbildningar och medfödda bindvävssjukdomar (Marfans syndrom och Ehlers-Danlos syndrom)

Omkring 50 000 personer av båda könen i Sverige har torakalt aortaaneurym.

## Symtom
Så länge som bråcket inte spricker (ruptur) ger aneurysmen sällan symptom. Ett brustet bråck ger kraftiga inre blödningar, som om de inte stoppas i tid, leder till att patienten förblöder och dör.

### Icke-brustet aortaaneurysm
Omkring 30 % har pulserande känslor där bråcket sitter. Torakalt aortaaneurysm kan ge heshet. Om bråcket växer kan det ge lokal smärta eller smärta som strålar ut mot ryggen. Som regel känns dock inte bråcket, så länge som det inte är akut.

### Brustet aortaaneurysm
Brister bråcket uppstår en inre blödning. Detta ger en mycket intensiv smärta som liknar hjärtinfarkt eller svår smärta i buken, personen hamnar ofta i chock, svimmar, kräks. Det är ett livshotande tillstånd som obehandlat leder till döden.

## Undersökning
Ultraljud och datortomografi av buken brukar göras. Aneurysm på aortabågen är palperbar i halsgropen. 

## Behandling
Om aneurysmet är större än 5cm i diameter rekommenderas operation. Den vidgade kärlbiten kan ibland bytas ut mot ett konstgjort kärl. Kan ske genom öppen kirurgi eller endovaskulärt (EVAR).
En person som har aortaaneurysm ska undvika kraftig fysisk ansträngning (så att inte blodtrycket ökar), men bör motionera lätt, till exempel med dagliga promenader, samt äta hälsosamt och sluta röka. Högt blodtryck ökar risken för att bråcket ska brista och måste då hållas nere på normala nivåer med medicinering. Inflammationer förvärrar bråcket, varför det är viktigt att bromsa sådana om de uppkommer.

## Galleri

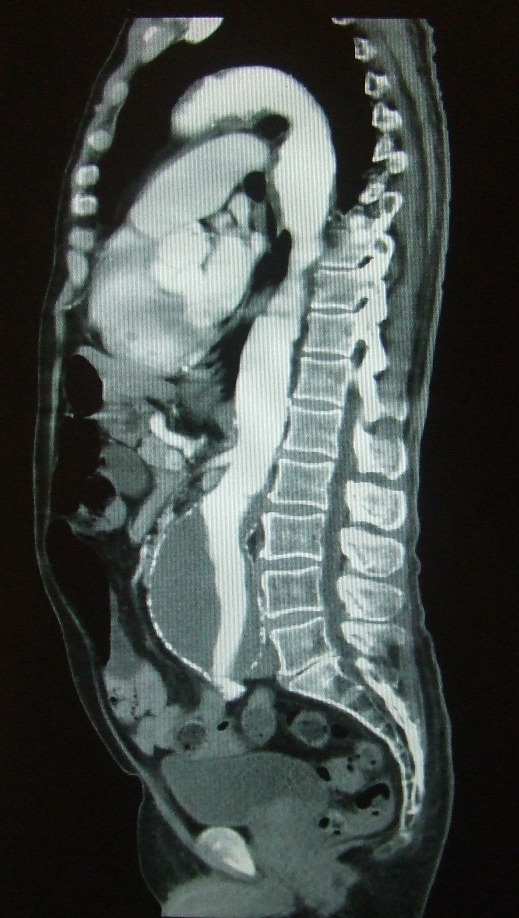
DT bild av ett bukaortaaneurysm.
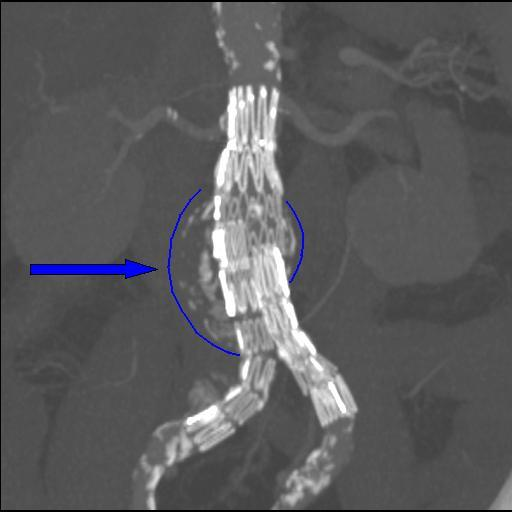
Endovaskulärt reparerat aneurysm (EVAR).
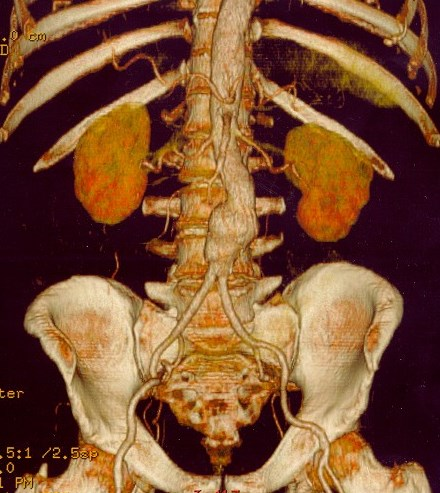
DT bild av bukaortaaneurysm.